# Mesitylbromid
Mesitylbromid je organická sloučenina se vzorcem (CH3)3C6H2Br, jde o derivát mesitylenu (1,3,5-trimethylbenzenu), který má jeden atom vodíku na benzenovém jádru nahrazený bromem. Používá se jako arylhalogenidový substrát bohatý na elektrony.
S hořčíkem vytváří Grignardovo činidlo, používané na přípravu tetramesityldiželeza.
Připravuje se reakcí bromu s mesitylenem:
(CH3)3C6H3 + Br2 → (CH3)3C6H2Br + HBr